# Halabja (provins)
Halabaja (kurdisk: پارێزگای ھەڵەبجە; arabisk: محافظة حلبجة) er en provins i Irakisk Kurdistan. Provinsen har et areal på 880 km²  med 105.600(2015) indbyggere.
Det administrative hovedsæde i provinsen er byen Halabja med 65.200(2015) indbyggere.
Provinsen blev oprettet i 2014, da Halabaja blev udskilt af provinsen As Sulaymaniyah og blev den fjerde provins i Nordirak.